# Floor Rieder

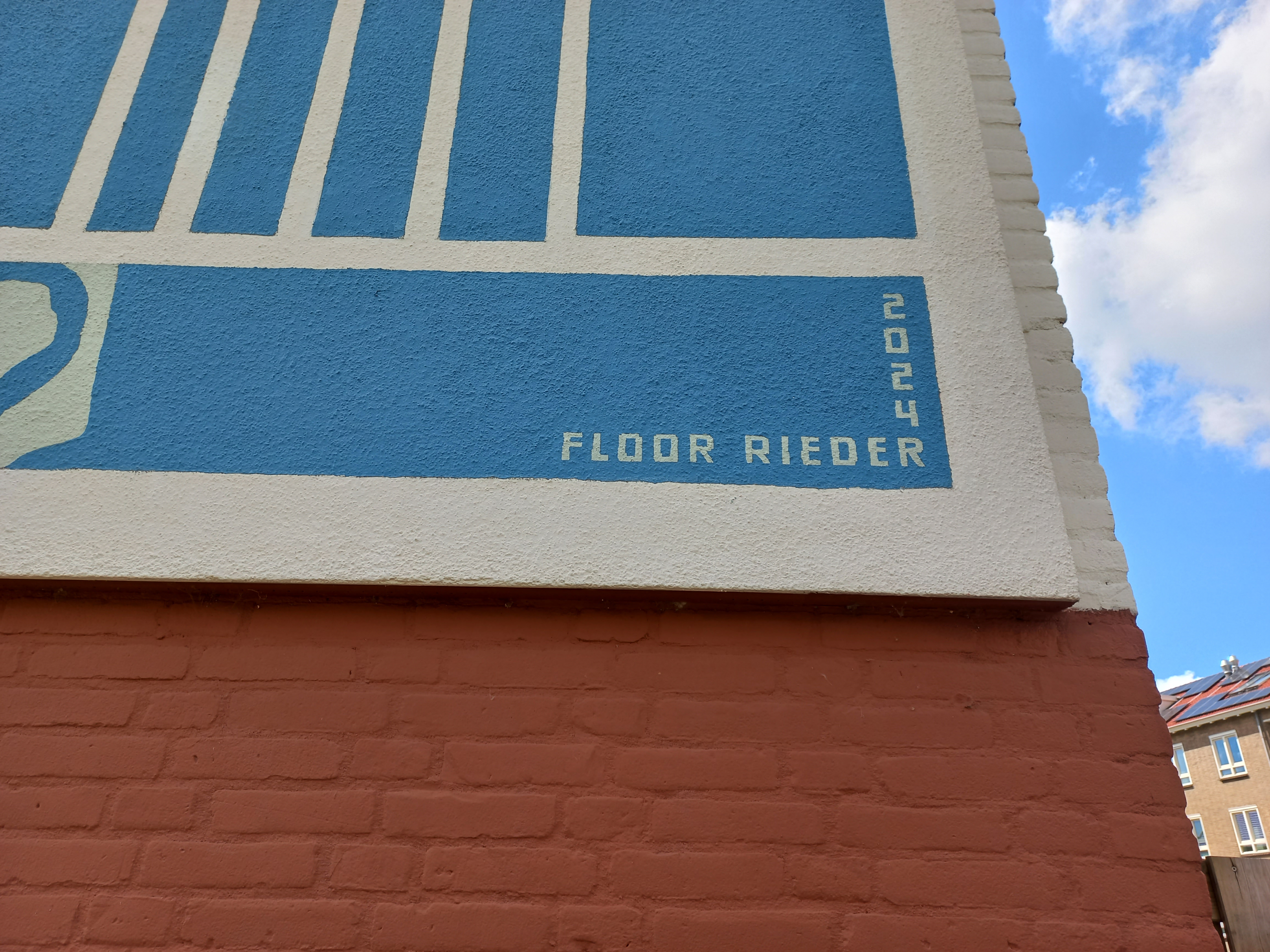
Signatuur Floor Rieder in Amsterdam Nieuw-West (juli 2024)

Floor Rieder (Zwolle, 4 februari 1985) is een Nederlandse illustrator. Zij is bekend van werk voor onder andere Het Parool en tijdschrift Flow. Voor het magazine PS van de Week maakte Rieder de Getekende Interviews, in samenwerking met programmamaker Winfried Baijens.
In 2013 illustreerde zij het jeugdboek Het Raadsel van alles wat leeft - en de stinksokken van Jos Grootjes uit Driel van Jan Paul Schutten, waarvoor zij in 2014 een Zilveren Penseel en het Gouden Penseel won. Ook verzorgde Rieder de illustraties voor een nieuwe uitgave van de klassieker Alice in Wonderland van Lewis Carroll. Ze illustreerde de boeken Rondom Tan Vrouwen van Humberto Tan, Een jaar offline van Bram van Montfoort en samen met illustrator Yoko Heiligers de bundel Het groot kerstverhalenboek.
In 2015 verscheen Het Wonder van jou - en je biljoenen bewoners van Jan Paul Schutten en Floor Rieder, als opvolger van Het Raadsel. Daarnaast maakte Rieder een omslag voor een luxe-editie van de bundel Mannen zonder vrouw van Haruki Murakami en het decor van het theater- en tv-programma Hotel Van Dale. Voor het Prentenboek van de Kinderboekenweek 2016 maakte ze haar eerste eigen boek de leporello Waar is Ludwig?. In 2024 werd in Amsterdam Nieuw-West een aantal van haar afbeeldingen als muurschildering aangebracht onder de titel WEST.
Floor Rieder volgde de opleiding tot illustrator aan kunstacademie ArtEZ te Zwolle. Zij woont en werkt in Amsterdam.

## Bekroningen & nominaties
Het boek Het Raadsel van alles wat leeft werd bekroond met de Gouden Tulp (beste informatieve boek), de Nienke van Hichtum-prijs, een Zilveren Griffel, een Gouden Griffel, een Zilveren Penseel en een Gouden Penseel. Daarnaast werd het door de boekverkopers van Polare verkozen tot Beste Jeugdboek van het Jaar en ontving het een nominatie voor Mooiste Boekomslag 2013. Het werd door een vakjury geselecteerd als een van de 'Best Verzorgde Boeken' van dat jaar. In 2015 werd Het Raadsel van alles wat leeft bij de collectie van de 31 Best Verzorgde Boeken van de 21e eeuw gevoegd.
In Duitsland werd de vertaling Evolution oder Das Rätsel von allem, was lebt uitgeroepen tot Wetenschapsboek van het Jaar in de categorie Jeugdliteratuur, en daarnaast genomineerd voor de Duitse Jeugdliteratuurprijs 2015. De Deutsche Akademie für Kinder- und Jugendliteratur maakte het Kinderboek van de Maand en het weekblad Die Zeit onderscheidde het met een Luchs, een prijs voor beste jeugdboek van de maand. Deutschlandfunk plaatste het boek bij 'Die Besten 7 Bücher für junge Leser'. Ook kreeg het boek een Emys, een maandelijkse prijs voor beste non-fictie jeugdboek. In Oostenrijk werd het uitgeroepen tot een van de Wetenschapsboeken van het Jaar 2015.
De avonturen van Alice in Wonderland & Alice in Spiegelland werd in Nederland verkozen tot Mooiste Boekomslag 2014, en door een vakjury geselecteerd als een van de 'Best Verzorgde Boeken' van dat jaar. De International Board on Books for Young People plaatste het boek en de illustrator op de IBBY-Honour List, een tweejaarlijks internationaal overzicht van kinder- en jeugdboeken van zeer hoge kwaliteit. In Duitsland selecteerde Deutschlandfunk de vertaling Alice im Wunderland voor 'Die Besten 7 Bücher für junge Leser', het magazine 5! riep de uitgave uit tot het Mooiste Boek van 2015 en de Stiftung Buchkunst voegde het bij de collectie Mooiste Duitse Boeken van 2016. In Oostenrijk werd het boek door de Jury der Jungen Leser onderscheiden met de Sonderpreis 2016.
Het Wonder van jou - en je biljoenen bewoners werd in Nederland genomineerd voor Mooiste Boekomslag 2015.
Het mysterie van niks - en oneindig veel snot werd in Nederland verkozen tot Mooiste Boekomslag 2018.